# Elfbuchen

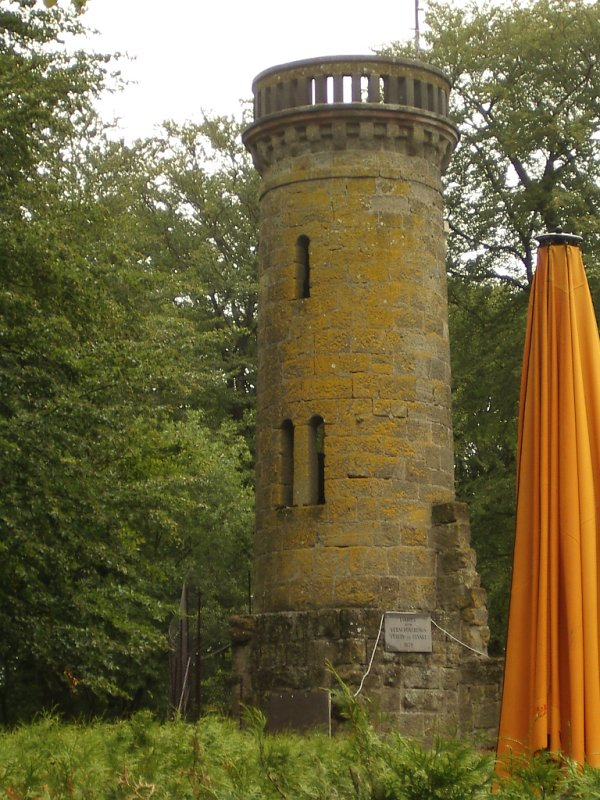
Elfbuchenturm

Der Elfbuchen ist ein etwa 535 m ü. NHN hoher Nordausläufer des Bachbergs (auch Bach genannt; ca. 560 m), der im Gebiet der Stadt Kassel in Nordhessen (Deutschland) gelegen zum Ostkamm des Hohen Habichtswalds gehört.
Weithin bekannt ist der bewaldete Bergsporn aufgrund dortigem Elfbuchenturm (zurzeit geschlossen) und Waldhotel Elfbuchen. Nahe befindet sich der Bergpark Wilhelmshöhe mit dem Kasseler Herkules, dem Schloss Wilhelmshöhe und den Kasseler Wasserspielen.

## Geographie

### Lage
Der Elfbuchen liegt als Nordausläufer des bewaldeten, östlichen Bergkamms des Hohen Habichtswalds und des dortigen Bachbergs nur etwas nördlich außerhalb des Bergparks Wilhelmshöhe direkt auf der Grenze der Kasseler Stadtteile Bad Wilhelmshöhe und Harleshausen. Er gehört zum Naturpark Habichtswald.
Neben dem südlich gelegenen Hüttenberg (555 m), auf dem sich nur knapp unterhalb des Gipfels noch Mauer- und Fundamentreste des Kleinen Herkules (auch Alter Winterkasten genannt) befinden, und dem Bachberg (ca. 565 m), der sich bewaldet zwischen dem Elfbuchen und dem Hüttenberg erhebt, stellt der Elfbuchen eine der höchsten Stellen dieses Bergkamms dar.
Auf dem Elfbuchen liegen Teile des Fauna-Flora-Habitat-Gebiets Habichtswald und Seilerberg bei Ehlen (FFH-Nr. 4622-302; 29,1936 km²).

### Naturräumliche Zuordnung
Der Elfbuchen gehört in der naturräumlichen Haupteinheitengruppe Westhessisches Berg- und Senkenland (Nr. 34) und in der Haupteinheit Habichtswälder Bergland (342) zum Naturraum Hoher Habichtswald (342.00). Nach Osten fällt die Landschaft in den Naturraum Kasseler Graben (343.31) ab, der sich in dieser Richtung spornartig in die nördlich und südlich dieses Naturraums gelegene Untereinheit Kasseler Becken (343.3) vorschiebt; beide gehören zur Haupteinheit Westhessische Senke (343).

### Spornhöhe
Der Elfbuchen ist etwa 535 m hoch; die Spornhöhe wird teils aber auch mit 536 m angegeben; einen Gipfel weist er nicht auf. Eine Waldweg- und Fahrwegkreuzung (⊙), die rund 100 m südwestlich von Elfbuchenturm und Waldhotel Elfbuchen liegt, befindet sich auf 535,0 m Höhe, direkt neben dieser Kreuzung ist auf topographischen Karten ein Messpunkt auf 535,5 m verzeichnet.

## Elfbuchenturm
Auf dem Elfbuchen steht – auf der Grenze der Kasseler Stadtteile Bad Wilhelmshöhe und Harleshausen – der Elfbuchenturm (⊙), ein wegen Baufälligkeit geschlossener Aussichtsturm, der auf 535 m Höhe errichtet wurde. Der 1879 vom Verschönerungsverein zu Cassel mit Mauerwerksteinen aus Habichtswalder Basalttuff errichtete Turm wurde am 18. September 1879 eingeweiht. Damals standen auf dem Ostkamm des Hohen Habichtswaldes teils noch so wenig Bäume, dass man vom Elfbuchen bis zum Herkules schauen konnte, ohne den Turm zu besteigen, was auch aus alten Fotos ersichtlich ist; dies hielt mindestens bis Anfang des 20. Jahrhunderts an. Die Turmhöhe wird oft mit 15 m angegeben; legt man die Differenz aus Turmstandort- (535 m) und Aussichtsplattformhöhe (551,3 m) zu Grunde, so ergeben sich 16,3 m Turmhöhe. Weil die Plattform des aktuell geschlossenen Turms seit Jahrzehnten von Baumkronen überragt wird, ist theoretisch nur noch Aussicht durch das Geäst der Bäume möglich. Im Turm befindet sich das Amateurfunk-Relais DB0XE mit FM-Antenne auf dem Turm.

## Waldhotel Elfbuchen

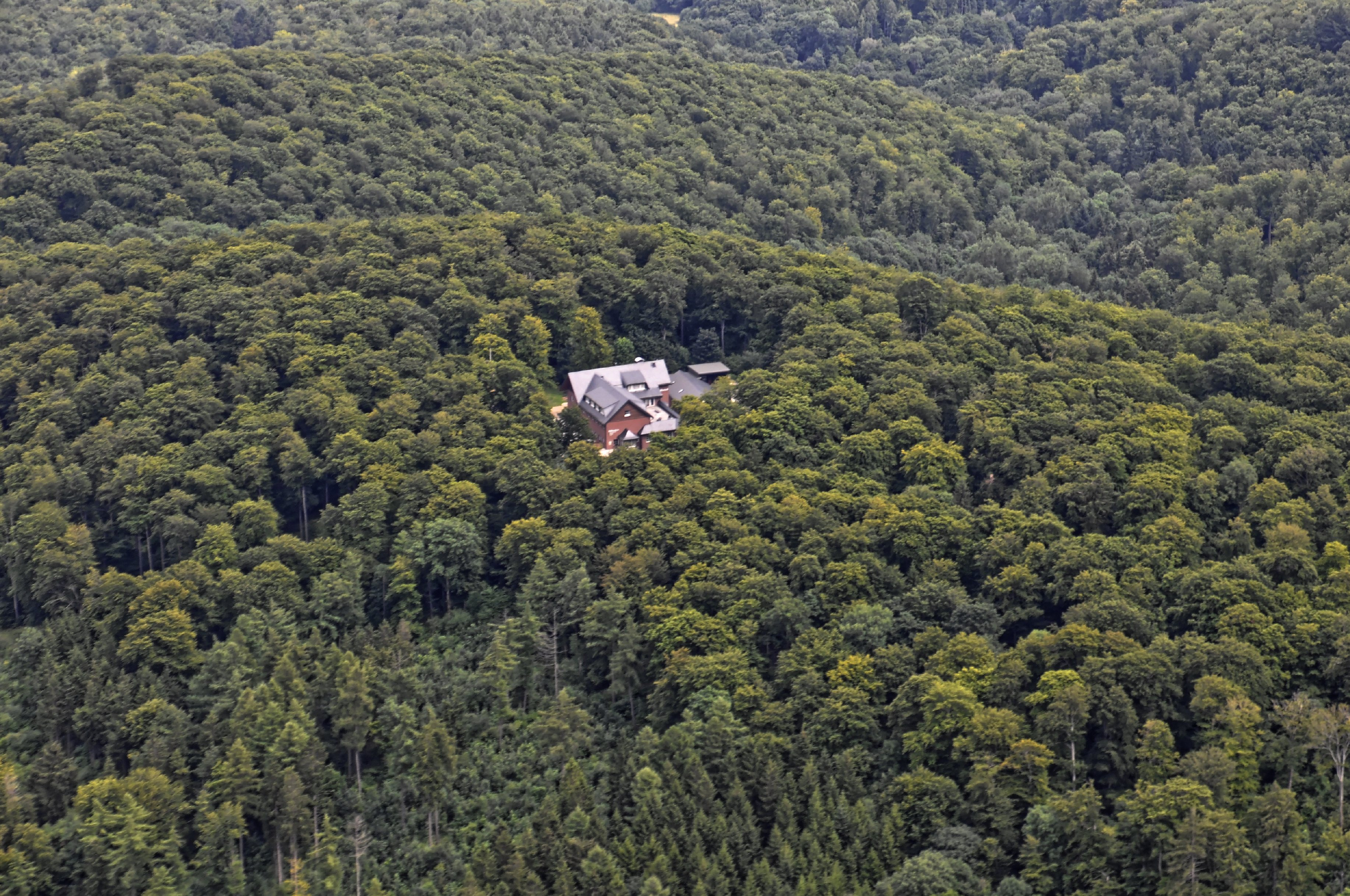
Das Waldhotel

Direkt südlich vom Elfbuchenturm und damit noch innerhalb des zu Bad Wilhelmshöhe gehörenden Gebiets steht das Waldhotel Elfbuchen, in dem sich unter anderen ein Café-Restaurant und eine Pension befinden und das einen Biergarten aufweist. Von Anfang an wurden in einer Bretter-Schutzhütte, die von 11 jungen Buchen (davon steht nur noch eine) umsäumt wurde, kleine Erfrischungen angeboten. Wenn auf dem Turm eine Fahne flatterte, wussten die Kasseler: „Heute ist geöffnet“. Die Hütte wurde später durch eine wetterfeste Ausschankstube ersetzt, in der von den Gästen mitgebrachter Kaffee aufgebrüht wurde. Im Laufe der Jahre entstand eine Gaststätte und später das moderne Waldhotel Elfbuchen.

## Sport
Vom Elfbuchenturm führt steil bergab eine ehemalige Skiabfahrt und heute oft von Rodlern genutzte Schneise zur Waldwegkreuzung „Wurmbergsattel“ (474 m). Die frühere Fortsetzung der Skiabfahrt nördlich des Wurmberges bergab Richtung Rasenallee ist nur noch teilweise zu erkennen, weil überwiegend zugewachsen. Über die ehemalige Skipiste führt ein Wanderweg, der im weiteren Verlauf am Wanderparkplatz Seebergstraße endet.

## Verkehr und Wandern
Der Elfbuchen kann wie der obere Teil vom Bergpark Wilhelmshöhe am besten von den Parkplätzen am Herkules aufgesucht werden. Zum Sporn führen verschiedene Waldwege über den Nordteil vom Ostkamms des Hohen Habichtswaldes. Daher kann man einen Rundspaziergang von etwa 3 km Länge machen: Auf dem Hinweg zum Elfbuchen spaziert man über den östlichen Weg (auf der Kassel zugewandten Seite) und auf dem Rückweg zum Herkules auf dem westlichen Weg (auf der den Habichtswald-Hochlagen zugewandten Seite) mit Blick über Wiesen und Weiden in Richtung des Essigbergs (597,5 m). An zwei Tagen pro Woche kann man sich mit einer Pferdekutsche vom Herkules, dem Kasseler Wahrzeichen, zum Elfbuchen und zurück fahren lassen.